# استیت گرید کورپوریشن چین
استیت گرید کورپوریشن چین (به انگلیسی: State Grid Corporation of China) شرکت دولتی برق چینی است، (به چینی: 国家电网公司) که بزرگترین ارائه‌دهنده تجهیزات و تأسیسات الکتریکی در جهان می‌باشد.
این شرکت وظیفه تولید انرژی الکتریکی، انتقال انرژی الکتریکی و توزیع انرژی الکتریکی را در کشور چین برعهده دارد. ساختمان مرکزی شرکت استیت گرید در شهر پکن قرار دارد.
شرکت استیت گرید از ۵ شرکت تابعه منطقه‌ای تشکیل شده که از نظر تقسیمات توسط شرکت‌های تابعه منطقه‌ای خود مدیریت می‌شود. این تقسیمات شامل مناطق شمالی چین، شمال‌شرقی چین، شرق چین، مرکز چین و شمال‌غربی چین می‌باشد. در سال ۲۰۱۱ استیت گرید کورپوریشن در فهرست فورچون جهانی ۵۰۰ در رتبه هفتم از بزرگترین شرکت‌های جهان قرار گرفت.